# 珍遊記 -太郎とゆかいな仲間たち-
『珍遊記 -太郎とゆかいな仲間たち-』（ちんゆうき たろうとゆかいななかまたち）は、漫☆画太郎による日本の漫画作品。

## 概要
1990年49号から1992年13号にかけて『週刊少年ジャンプ』（集英社）にて連載されたギャグ漫画。
作品の構図は基本的に『西遊記』をモチーフおよびパロディとしている。孫悟空にあたる横暴で傍若無人なかぶき者の山田太郎が玄じょうに調伏されてサルのような少年の姿となり、一緒に天竺を目指しながらその途中で様々な騒動を起こすストーリー。『ドラゴンクエストシリーズ』『ドラゴンボール』『花の慶次』『BASTARD!!』などのパロディも各所に見られる。
電気グルーヴがこの作品の大ファンで当時放送されていた『電気グルーヴのオールナイトニッポン』で盛んにこの作品を薦めた。それに感謝した画太郎がサイン色紙を番組へ贈ったこともある。それが縁で作品内に「街一番のかぶき者・電気グルーヴ」として出演を果たした。後述の実写映画版では電気グルーヴのメンバーであるピエール瀧が変身前の山田太郎を演じている。
2009年から2010年にかけて『ビジネスジャンプ』で続編『珍遊記2』が連載された。
2014年3月19日に発売されたPlayStation 3、PlayStation Vita用ゲームソフト『ジェイスターズ ビクトリーバーサス』にて、山田太郎がプレイヤーキャラクター、本屋のばばあが太郎の技の演出でそれぞれ登場した。
2016年に、松山ケンイチの主演で実写映画化された。

## 登場人物
声の項はOVA版のキャスト、演は実写映画版のキャスト。
山田 太郎（やまだ たろう）
声 - 玄田哲章（変身前）/ くまいもとこ（変身後）、演 - ピエール瀧（変身前） / 松山ケンイチ（変身後）
主人公。連載当時は『ドラゴンボール』が連載中であり、名前が被るため「孫悟空」という名前が使えなかったので、半ばヤケクソで付けられた。角切り頭の巨体で凶暴な町一番のかぶき者。性別オス。あまりの凶暴さのため、警察から1億円の賞金を懸けられている。屁で空を飛んだり、酒を飲んで宮殿を燃やすほどの強大な火を吐いたりするなどの妖力を使い、数々の敵を蹴散らして、自ら殺した敵の墓標に自らの糞を使ったりと横暴の限りを尽くす。
しかし、玄じょうと戦い、その時に放たれた呪文とによって妖力はなくなり、頭の毛が3本しかないちびっ子サルの様な姿となった。以後は玄じょうのお供として天竺を目指すことになるが、性格は以前と変わらず、隙を見ては玄じょうを殺そうと企てたり、行く先々で脱走して騒動を引き起こす。
妖力がなくなったとはいえ、それでも並みの人間では太刀打ちできないほど強い戦闘力（その怪力は自らの倍以上あるカイカイの巨体をうっちゃるほど）と高い生命力を持ち、頭で刃物を折ったり、同じく頭で巨大な火の玉を軽く弾き返したり、体内の猛毒を糞にして外へ出したりする。
玄じょう（げんじょう）
声 - 松岡洋子（通常時）/ 鳥肌実（覚醒時）、演 - 倉科カナ
馬と共に旅をする僧侶。強力な法力の持ち主。普段はオカマ言葉だが、戦闘状態や寝覚めの悪い時などは顔と口調がいかつくなる。山田夫妻に懇願され太郎を、妖力を吸い取った上で引き取る。法力で珍々（後述）の体臭を治したのを端に町の老人達の病気を治し続けることになったが、その間何十話にもわたり出番はなかった。
性格はかなりのケチで身内（太郎ら）には冷淡で、暴力も振るうなど僧らしからぬ面も多い。
実写版では尼僧の扱いになっており、花にときめいたり後述の龍翔に一目惚れするなど女性らしい一面を見せることもあった。
じじいとばばあ（山田夫妻）
声 - 坂本頼光（じじい）/ 神代知衣（ばばあ）、演 - 田山涼成（じじい）/ 笹野高史（ばばあ）
太郎の育ての親。子が欲しいと願をかけ、雷と共に落ちてきた太郎をわが子のように育てる。やがて太郎の非行に悩まされるが、偶然やってきた玄じょうに助けを求め、太郎を引き取ってもらった。実はけっこう欲が深く、太郎が盗ってきたお金に対しては目の色を変え、かなりの喜びようを見せている。
孔明（こうめい）
声 - 国井咲也
「食」の国の軍師。皇帝および重臣2人と麻雀に興じて（皇帝を追い込み手加減するよう命じられていた）いたところ、太郎に襲撃されて、幾千の兵と共に交戦するも屁と大火をかけられて敗北。第1話にのみ登場した人物だが、続編『珍遊記2』で再登場。
狐（きつね）
声 - くじら
人を喰う九尾の化け狐。特に坊主（僧侶）の肉が大好物。老婆に化け、宿泊と食事を求めた玄じょうと太郎を招き入れ、2人（特に玄じょう）を料理するチャンスを伺ったが、太郎が玄じょうを殺すつもりで捕ってきた人面魚の肉（猛毒）入りスープを食べて即死した。
人面魚（じんめんぎょ）
声 - 西村朋紘
頭頂部から前頭部がはげ上がった中年男性の顔をした人面魚。水面から顔を出して人をおびき寄せ、「うおー」と叫んで襲いかかり、頭から食べてしまう。肉はパサパサしていてまずい上に猛毒で、調理すると臭い。同族が数体存在し、「うおーうおーうおっうおうおうおー」と合唱していた。普段は臆病なのか、アヒルのおもちゃが水面を通過しただけで隠れてしまう。太郎はこの人面魚の肉をスープの中に入れて食べさせ、玄じょうを殺そうと企てたが、玄じょうはそのスープが臭かったため食べようとせず、暗殺は失敗した。
珍々（ちんちん）
声 - 西村朋紘、演 - 松尾諭
ラーメン屋「珍々亭」の主人でふんどし姿をしている親父。体臭が臭いため店は閑古鳥が鳴いていた。体臭を玄じょうに治してもらい、以後店は大繁盛。後に玄じょうの噂を聞きつけた町の老人達の溜り場となる。「まんねん」「〜よろしよ」が口調。
まり男（まりお）
声 - 宇垣秀成
賞金稼ぎ達の溜り場である酒屋兼宿屋の親父。西洋酒場の親父でありながら、ガンスたちがやってくるまで外人を見たことがなかった。店にやってきた太郎の貫禄に心酔。物語の大半は彼の店が舞台となる。太郎がフンガーを倒して得た賞金は太郎、まり男、るいじーで山分けとした。
るいじー
声 - 西村朋紘
まり男の酒屋で働く琵琶法師でまりおの父。1曲100円で琵琶で曲を弾く。普段は台に座ってコックリ寝ているが、太郎に1万円を貰い、ノリノリになり、太郎と外人軍団の戦いの最中は立って、ずっとハイテンションな曲を弾いていた。
賞金稼ぎの方々
1億円の賞金首となった太郎の首を狙うならず者の集まりで、まり男の酒屋にたまっていた。コスプレイヤーの集団。大半の者が当世具足を着用、太刀を武器とした。若干名、高レベル（推定レベル50以上）魔法使いや良質の装備を太郎に褒められた者も存在したが、大半は借金をして村から出てきたただの村人など雑魚の集団であった。太郎との戦闘で、太郎が放った単行本第一巻平成三年三月八日（金）発売記念パンチ（※新装版では「ウッキー」の叫び声と共に放つアッパーパンチの描写に変更）で簡単に倒され全員つるっぱげの全裸姿にされた。
太郎に頭で刀を折られた男
赤い忍者装束に日本刀という装備。刀は上質のものだったが、太郎に頭で折られてしまった。
オバQの服を着た男
太郎に服を脱がされ、椅子ごと床に倒れ込んで失神する。
百発十中の占い師
クリスタル（水晶玉）を使って占いをする。的中率は10回に9回外れる（つまり1回当たる）。太郎を山田太郎本人であると断言するが、別な賞金稼ぎに占いの的中率の間違いを指摘され口論、乱闘となり放り出される。
学生服の男
学生服に学帽といったいでたちで、戦闘準備を整えた後は胴に愛の文字を打ち出した甲冑を着用、太刀を佩用した。舌なめずりしつつ抜刀するシーンが描かれた後、消息不明。
ゴーグルの男
兜をかぶり、ゴーグルをつけた男。戦闘準備を整えた後は当世具足を着用、太刀を佩用した。抜刀するシーンが描かれた後、消息不明。
借金をして村から出てきた若者たち
貧しい村に賞金をもたらすため借金までして村から出てきた。作者似の男と村一番の魔法使いの二人組。前者は武装するシーンが描かれた他、賞金稼ぎ軍団の突撃の号令をかけた。後述のレベル50以上の魔法使いの敗北に臆して逃げようとしたが、あっけなく捕まり倒された。
レベル50以上の魔法使い
最強の火の玉呪文メラメーラを太郎にぶつけるが、頭で軽く弾き返された。彼の敗北を契機として、賞金稼ぎたちは潰走した（しかし見逃してもらえず、結局一人残らず全滅させられた）。
力士の集団
長い戦闘準備の末に太郎に襲いかかった賞金稼ぎたち。全員、太郎の踊りながらの攻撃で倒されすっぱだかにされた。太郎に攻撃を命中させた者も一名存在したが、刀の方が折れてダメージを与えることはできなかった。
ガンス
声 - 櫻井孝宏
太郎の首を狙う賞金稼ぎ外人軍団のリーダー。聖剣ナマクラーを武器とする。バカなのでザーマスやカイカイに見下されている。リーダーの権威を守ることに腐心しており、自分の功績の説明のためにエピソード1つを消費したこともある。太郎との戦闘の折、カイカイの巨体に踏み潰され、ペラペラのペッタンコとなる。以後風に乗って空を飛んだり、真横になって姿を消したりできるようになる。後半は太郎との戦いそっちのけで空中遊泳を楽しむ。最終的には血まみれのザーマスの姿を見て怯え、逃亡する。最後は故国へ飛んで帰る最中に嵐に遭いどこかに飛ばされた。
ザーマス
声 - 中尾隆聖
外人軍団最強の魔法使い。リーダーのガンスが頼りないので太郎との戦いでかわりにパーティを指揮。一人称は「ミー」で語尾は「ざます」。興奮時には関西弁も駆使。ストーリーが進まないことに業を煮やした作者の助言を得てハムラビ法典で禁止されている禁呪の許可を紆余曲折を経た上で、警察にもらいに行くが昼寝中の保安官を起こして怒りを買い、投獄される。投獄後ドーンの呪文で脱獄するが、結果として自らが「外人」として3万円の賞金首になってしまう。
フンガーが封印を解けてヒババンゴとなった後は、あまりの衝撃にプッツンを起こし、全裸となる。
カイカイ / ピーチ
声 - 白鳥由里
外人軍団の女僧侶。超肥満体だが、単行本扉絵では魔女の宅急便のキキ風な美少女に描かれている。「カイカイカイカイ…」と呪文を唱えると、額の第三の眼が露になりスカウター（妖力探知機。知能指数も探知可能）として機能する。容姿に似合わず賢明で、ベルリーノ、ミナミコーテツといった防御呪文を使い太郎相手に善戦した。張り手で太郎を張り落とそうとするも、うっちゃられて酒場の2階から転落。その際に記憶をなくし、以後ピーチと名を変えまりおの養女になり酒場の踊り子に転身。外人軍団のなかで太郎に直接倒されたのは彼女だけだった。
フンガー
声 - 堂坂晃三
外人軍団の大男。身長は2ｍ〜10ｍ以上。フランケンシュタインのような姿だが、ザーマスが「野獣家来化呪文」で最強最悪の野獣・超下等生物野獣ヒババンゴ（ヒババゴン） を封印した仮の姿である。ぬいぐるみを愛する。太郎の頭突きで封印が解ける。最期は頭へかぶせられた公園のオブジェクト（ゲボゲボの像）を取ろうとして自分の首を千切って死亡。首は頭髪を太郎が狩り込み、玄じょうに調伏される前の太郎そっくりにされ賞金と交換された。肉はまり男により燻製にされ、店の名物となった。
たけし軍団
声 - 青山桐子（たけし）/ 神代知衣（きよし）/ くじら（やすし）
演 - アイアム野田（たけし）
たけし・きよし・やすしの悪ガキ3人組。リーダーの中村たけしは伝説の格闘家・中村泰造の息子で、卑怯なガキ大将。きよしは一番の弱虫。やすしはたけしの忠実なブレイン。本屋で万引きした件で太郎にしばかれ、たけしは服を奪われてふんどし一丁となる。外人戦の後に再登場。本屋のばばあから逆襲されリンチを受けるが、これを機にたけしは男気に目覚め3人は結束を高めた。その後で、たけしは玄じょうが太郎から没収した「かぶいた服」を貰う。のちにたけしは一線を退いた泰造の意思を継ぎ、父をしのぐ格闘家として活躍。
実写版では自警団として登場。全裸の状態で街に入ろうとする太郎を引き留めようとするが、返り討ちに遭い服を奪われる。
中村 泰造（なかむら たいぞう）※不完全版、廉価版、新装版では「中村 タイ造」
声 - 樫井笙人、演 - 温水洋一
たけしの父。かつて伝説の格闘家として名声を集めたが、人徳がないため世間から疎まれ妻に逃げられ、没落し飲んだくれになる。だが太郎の投げたビール瓶を全てかわすなど、実力は衰えていない。カーネル人形に酔っ払って絡み、太郎と喧嘩になり、寝ている玄じょうを起こしてしまったため、寝ぼけた玄じょうに叩きのめされる。玄じょうに負けた泰造は自分の時代が去ったことを痛感し一線を退き、泰造流武道の極意を息子たけしに伝授。
当時の担当編集者中村泰造の名前を拝借しており、その後も泰造は画太郎作品に度々登場。
本屋のばばあ
声 - 坂本頼光
夫に先立たれ一人暮らし。子供は沢山いるが誰も彼女の面倒を見たがらず、彼女が蓄えたわずかな遺産だけをあてにしている。玄じょうに体を治癒された後、万引き常習犯のたけし軍団を襲撃し復讐を遂げるが 軍団の友情に心を打たれて立ち去る。その後いっこうに減らない万引きに業をにやし、万引きビデオを売り出して社会問題となる。
玉袋 金造（たまぶくろ きんぞう）※不完全版、廉価版、新装版は未登場
巨大な体、性悪なため皮膚が妖怪化した自称大金持ちの老人。玄じょうに治癒されて改心。顔も体も別人のごとく健全に生まれ変わる。その後、終盤に再登場。新聞配達中に道路で眠る太郎を発見し、新聞紙をかぶせてやる。なお終盤シーンは不完全版では顔が別人に描き直されている。
やおいじゅんいち
声 - 間宮くるみ
宇宙人に興味を持つ町の子供。てっぺんハゲに金太郎のような前掛け姿。店から飛んできたペラペラのガンスを宇宙人だと思いこみ、握手してもらい感動。後に宇宙人・UFOに関する本を多数出版（新装版では宇宙飛行士に変更）。両親（やおいじゅん&じゅん子夫妻）はピポポ星人に体を乗っ取られたが、一生気付かなかった。友人はおおつき。
ピポポ星人※不完全版、廉価版、新装版は未登場
地球侵略のため円盤で上空飛行中、ヒババンゴにぶっ飛ばされた太郎が円盤内に偶然突入、光線銃で太郎を攻撃するも逆に円盤を破壊され墜落。2名が生き残ったが体が地球環境に耐えられなかったため、墜落場所で巻き添えに遭ったやおい夫妻の肉体を乗っ取る。以後そのまま地球人に同化。外見は丸顔と四次元ポケットを腹に装備しているキグルミ状、本体はナメクジに似た生命体。
電気グルーヴ※新装版では出演無しに
声 - 黒田崇矢（アダーチ）
町一番のかぶき者の二人組で、でんでん太鼓を持ち、庶民に豆をぶつけるなど大暴れするが、彼らを上回るかぶき者の太郎に迫力負け。その後、玄じょうの術で気絶した太郎に殴る蹴るの暴行を加え、最後に糞をしてとんずら。ピエール瀧・石野卓球の2人が登場し、まりん（砂原良徳）は出ていない。新装版では記名が無くなり、ピエール瀧はアダーチ、石野卓球はモトヤースの「雷ブラザーズ」に変更されている。
作者（かみ）※不完全版、廉価版、新装版は下記のウロタトモカーオの場面のみ未登場
この漫画（せかい）を作った神。禁呪を使うか使わないかで外人軍団がもめ始めたので、業を煮やしザーマスに警察の許可を取るよう助言。他通行人としても何度か登場。
珍 遊記（ちん ゆうき）※不完全版、廉価版は未登場
ジャンプ・コミックス版の単行本全巻巻末にある「予告まんが」の主人公。元々「珍遊記」の大ファンで作者の画太郎にその後の展開を教えてもらおうとするが冷たくあしらわれたことを根に持ち、画太郎を殺す決意を固める。結果は未遂に終わり、最終巻では作者の偉大さを思い知った。
なお、「予告まんが」というものの実際の内容は予告とは一切関係ない。4、5巻では「予告まんが」は一旦打ち切られ、カーレース漫画「Fの1」に差し替えられた。

## 物語の展開
- 第一部 太郎と玄じょうの戦い。玄じょう、小さいサルのような姿になった太郎を引き取る。
- 第二部 旅の珍道中。玄じょう、珍々の店で足止めを食らう。太郎、たけし軍団との戦いを経て酒を飲みに酒場へ。
- 第三部 太郎の首を狙う賞金稼ぎと太郎との戦い。太郎か太郎でないかで賞金稼ぎ達が揉め始め、遅々として話が進まない。
- 第四部 外人軍団と太郎との戦い。ほぼこのシリーズで物語の90%が占められる。以下、内容を要約。
  1. 太郎の頭突きでフンガーがやられる。あせるザーマス。高笑いし続ける太郎。
  2. ガンス、カイカイが起きる。2人とも笑っているサルが太郎だと信じない。そんな2人にザーマスはキレる。しかしザーマスの懸命な説明にようやく納得する2人。
  3. 太郎対3人。ガンスがやられているすきにカイカイとザーマスの連携で太郎、床に叩きつけられる。
  4. ガンス、自分がいかに今の戦いで重要な役割を果たしたか懸命に説明するもザーマスとカイカイは無視。太郎が死んだのか、生きているのかでザーマスとカイカイが揉める。結局、ガンスがそれを確かめることに。
  5. 太郎は生きていた。それを悔しがるザーマスは「芸術的大爆発」を使うことに決める。ガンスが警察の許可を取りに交番へ。
  6. 太郎対ザーマスとカイカイ。カイカイが酒場の地下へ放り投げられる。ザーマス、太郎に捕まりリンチを受ける。
  7. ビババンゴ（ヒババゴン）[5] が復活。太郎、公園のオブジェ「ゲボゲボの像」を頭へかぶせるも吹き飛ばされる。ビババンゴはそれを力任せに引き抜いた際、自分で首を千切ってしまう。辺りは血の海。
  8. ガンス、酒場に戻る。血まみれのザーマスに驚いて逃げるガンス。ザーマス最後の力を振り絞って交番に行くが、保安官を起こしてしまい投獄される。結局太郎の勝利に。
- 第五部 本屋のばばあによる、たけし軍団へのリンチ。ギャグ要素はほとんど無い。シリアスな展開が続く。
- 第六部 太郎、再び玄じょうと連れ立つ。太郎と玄じょうと泰造の戦いを経て、最終回を迎える。
- 備考・補足
  1. 上記、第二部 - 第六部はほぼ1日間の出来事で、サブタイトルは外人軍団との戦いから最終回までずっと「天狗の鼻おれ!!」のままである。
  2. 第六部以降の展開として登場を予定していた「ブタさん」「カッパさん」のネーミングを週刊少年ジャンプ誌上で募集したが、連載を打ち切られたため日の目を見ることはなかった。

## 呪文一覧
（登場順）
育毛（アデランス）
髪を生やす呪文。玄じょうがじじいに施した。
妖気吸収石（パンパース）
妖気を石に吸収させる玄じょうの呪文。太郎の妖気を吸い尽くし、本来の姿に戻した。
転送（ファックス）
瞬間移動する呪文。下記「韋駄天走法」と並んで玄じょうの機動力を支える。
韋駄天走法（カルルイス）
早く走れる呪文。
悪臭退散（ニオイケス）
悪臭を無臭にする玄じょうの呪文。珍々の体臭を消した。
メラメーラ
賞金稼ぎの使った、炎の塊をぶつける呪文。レベル50から習得できる。太郎には効かなかった。
能力分析魔法（スカウター）
カイカイの特殊能力。相手の戦闘能力と知能指数が読めるが、太郎の能力は測れなかった。
ケツなおれ
カイカイの治癒呪文。カンチョーを受けたザーマスの尾てい骨を直した。
全身鋼鉄化呪文（ミナミコーテツ）
カイカイの呪文で、全身を鋼鉄化し耐久力を向上させる。太郎の頭突きを止めた。
対主人公爆死地獄（ズガドーン）
ザーマスの呪文で、強力な爆発を起こす。酒場の一階をクレーターに変え、太郎から一時的にダウンを奪った。
芸術的爆発地獄（ウロタトモカーオ）
ザーマス最強の呪文。あまりにも強力な呪文で周囲にも甚大な被害を与えるため、その使用はジュネーブ条約で禁止されており（ガンス談）勝手に使うと死刑にされるが、呪文を使用しなければそれを上回る被害が出ると予想される化け物が出現した場合に限り、警察の許可を取れば使うことができる。しかし、諸事情により実際には使われなかった。なお、不完全版、廉価版、新装版は上記の"ズガドーン"に差し替えられた。
壁（ベルリーノ）
目に見えない、げんこつせんべい1000枚分の固さの壁を作る呪文。カイカイが仲間を太郎の脅威から守るために使うが、呪文の詠唱には時間がかかり危険を伴う。何とか呪文を成功させるも太郎の頭突きで割れた。
爆発（ドーン）
ザーマスの場つなぎ的な呪文。小爆発を起こす。
野獣家来化呪文（ゴンダビーキ）
ヒババゴンをフンガーに封印した呪文。触媒として術者の排泄物から作り出した団子を必要とする。封印された者は人間の姿となり一定の知能を獲得、術者に従う家来となる。強烈なショックを受けると解けてしまうことがあり、太郎にやられたショックでフンガーはパニックに陥り、呪文の効果が解けた。

## 単行本
ジャンプ・コミックス（集英社） 全6巻　1991年 - 1992年刊行（絶版）
全編を通して巻末にある「予告まんが」（4、5巻はFの1）は本編より人気が出て、5巻の表紙には主人公の「珍遊記」が表紙になった。裏表紙に「山田太（郎と書きかけて消した跡）ろう（湯気付きのうんこの絵）」という落書き風の署名がある。
不完全版（復刻版）（集英社） 全4巻　2003年 - 2004年刊行
不完全版が出るまで、単行本は長らく絶版になっていた。不完全版では、ジャンプ・コミックス版と比較して内容が大幅に削除・再構成され、一部加筆修正されている。
不完全版の発行はヤングジャンプ・コミックスである。
ジャンプリミックス（廉価版コミックス）（集英社）　2006年刊行、2016年再版
1. 太郎、玄じょうに出会うの巻 2006年11月13日発売、2016年2月26日重版
2. 太郎、外国人と戦うの巻 2006年11月27日発売、2016年3月4日重版
3. 太郎、死す!?の巻 2006年12月11日発売、2016年3月11日重版

話の内容・構成・展開は不完全版に準拠。
新装版（集英社）2009年刊行 全4巻
ヤングジャンプ・コミックス・ビージャンでの刊行。不完全版で削除された一部のエピソードが収録されているものの、基本的には不完全版と同じくジャンプ・コミックス版と比較して内容が大幅に削除・再構成・加筆修正されている。

## OVA
2009年、漫☆画太郎漫画家デビュー20周年記念企画「クソして寝たら20周年!漫☆画太郎まつりだ、バカヤロー!!」第3弾としてDVDが発売された。いわゆるFLASHアニメとよばれる、Adobe Flashによって少人数で作られた低予算アニメとなっている。話の内容・構成・展開は不完全版に準拠。ナレーションは千葉繁。
巻数は全3巻。この他にOVAの内容を編集して1巻にまとめた劇場版が発売されている。

### スタッフ
- 原作・監修 - 漫☆画太郎
- 総監修・監督・脚本 - 春日森春木
- 監督・脚本 - ポエ山
- 音楽プロデュース - BENTEN
- 音楽制作 - 1869 -iwarock-
- 制作 - 株式会社パンダ工場
- 製作 - 集英社、Liverpool

## 実写映画
『珍遊記』のタイトルで、2016年2月27日に実写映画版が公開。主演・松山ケンイチ。監督・山口雄大。脚本・おおかわら（鬼ヶ島）、松原秀。
松山が被るハゲカツラは、一般的なものでは原作のイメージと異なっていたため、大きめのカツラと耳の造形で原作にイメージを近づけている。ハゲカツラでは首の後ろに皺が寄るため、特殊メイクにはハゲカツラを得意とする百武朋が起用された。
監督の山口は、同じ漫☆画太郎原作の『地獄甲子園』を監督した際に巨人を登場させたかったが技術的な問題から叶わなかったため、本作品での巨大な山田太郎の描写にこだわりを持って挑んでいる。当初、巨大山田太郎のシーンは屋外で撮影して合成カットを最小限に抑える予定であったが、撮影日がどしゃ降りの雨であったためグリーンバックでの撮影に切り替えられた。

### キャスト（実写映画）
主要キャストは、「登場人物」の項を参照。
映画オリジナルキャラクター
- 龍翔 - 溝端淳平[2]

ほほえみ教の教祖。不思議な力で病気を治す等の奇跡を起こし人々から絶大な支持を集めていた。しかしそれは自身の富と名声を集める為の手段でしかなかった。
少年時、太郎に強力な屁を浴びせられて鼻が豚鼻に変形し、その事が原因で成功するはずだった初恋を台無しにされてしまう。それ以降太郎に強い恨みを抱くようになり、彼の抹殺に人生を費やすようになった。実写版ではガンスーの役割を少し兼ねており、太郎の首に莫大な報奨金を掛けて賞金稼ぎ達を仕向けたのは彼になっている。
- 奈落 - 藤本泉

龍翔の部下。ボンデージ風の格好をしている。太郎と決闘する際に玄じょうを徹底的に罵倒したことで怒りを買い、彼女を暴走させてしまう。彼女が力を使い果たして戦えなくなると逆にとどめを刺そうとするが、太郎に阻止される。彼らには勝つ事ができず去り際に「覚えてろ」と捨て台詞を吐いて逃げ去っていった。
- 雲海 - 山本真由美

龍翔の部下。僧兵のような格好をしている。彼が太郎を狙う理由が過去の失恋絡みだった事に呆れ果て姿を消す。
- こづれ紳士 - 板尾創路

本名は王仙。龍翔の人気が廃れた後、手品で町の人々から支持を集めるようになった。太郎からは「祭り上げられればだれでもいいのかよ」と呆れられていた。
- 賞金稼ぎのザコ - 矢部太郎[6]（カラテカ）
- アキバ - 今野浩喜[6]
- 張明 - おおかわら[6]（鬼ヶ島）
- エライアス（外人部隊） - ロバート・ボールドウィン
- ハリス（外人部隊） - エリック・ファーマン
- ボブ（外人部隊） - リッキー

龍翔から太郎を抹殺する為に雇われた屈強な姿の兵士達。

### スタッフ（実写映画）
- 監督 - 山口雄大
- 原作 - 漫☆画太郎「珍遊記～太郎とゆかいな仲間たち～」（集英社刊）
- 脚本 - おおかわら、松原秀
- 音楽 - 森野宣彦
- OP主題歌 - RIP SLYME「Take It Easy」
- EDテーマ - RIP SLYME「Drop!」
- バトルソング - マキシマムザホルモン「アバラ・ボブ<アバラ・カプセル・マーケッボブ>」「ジョニー鉄パイプⅢ」
- 特殊メイク・造型デザイン - 百武朋
- アクション監督 - 園村健介
- アクションコーディネーター - 川本直弘
- ガンアドバイザー - 西明彦
- VFX - 鹿角剛
- 企画・総合プロデューサー・OP/EDロール構成 - 紙谷零
- プロデューサー - 小林宏至、紀伊宗之、小助川典子、津田智
- 配給 - 東映
- 宣伝統括 - ヨアケ
- 制作プロダクション・幹事 - DLE
- プロダクション協力 - 白組
- 製作 - 「珍遊記」製作委員会（DLE、博報堂DYミュージック&ピクチャーズ、東映、木下グループ、SDP、東映ビデオ）

## WEBサイト
「不完全版」刊行記念として「漫☆画太郎ワールド」が公開された。山田太郎を操作して漫☆画太郎作品に関する情報を集めるアクションゲーム風サイトになっている。「珍遊記コーナー」「漫☆画太郎の世界」「つっぱり桃太郎ランド」「まんまんやま」を移動して漫☆画太郎作品の登場人物に会い、隠された4つのアイテムを集めるのが目的。